# 言ノ葉
「言ノ葉」（コトノハ）は、秦基博の15枚目のシングル。

## 解説
- 作詞作曲は秦基博（#1,3）、大江千里（#2,5）。編曲は秦基博（#1）、皆川真人（#2,5）、多田彰文（#5）。
- 初回生産限定盤には、自身のツアー「GREEN MIND 2012」最終日（結城市民文化センターアクロス）のライブ13曲の映像を収録したDVD付。
- 対象店舗で購入すると「秦基博 手書き歌詞＆コード譜入り特製アナザージャケット」を先着でプレゼントされていた。

## 収録曲
1. 言ノ葉
  - 東宝系アニメーション映画『言の葉の庭』イメージソング
2. Rain
  - 東宝系アニメーション映画『言の葉の庭』エンディングテーマ
  - 大江千里の楽曲のカバー
3. Girl（Tomita Lab. Remix）
  - 冨田ラボによるリミックス。
  - 後にシングルカットされたアナログ盤「Girl」にも収録。
4. 言ノ葉（Backing Track）
5. Rain（Long Ver.）
  - エキストラトラックとして収録。
  - 映画本編で実際に流されたバージョン。

## 演奏
- 秦基博
  - Vocal, Chorus, Acoustic Guitar (#1.2.5)
  - Electric Guitar (#1)
- 河村“カースケ”智康
  - Drums (#2.5)
  - Tambourine (#1)
- 鹿島達也：Bass (#1)
- 久保田光太郎：Electric Guitar, Mini Acoustic Guitar (#1)
- 皆川真人
  - Piano (#1.2.5)
  - Synthesizer (#1)
  - Wurlitzer, Other Instruments (#2.5)
- 山口寛雄：Bass (#2.5)
- 名越由貴夫：Electric Guitar (#2.5)
- 冨田ラボ：Remix, Instruments, Treatments (#3)
- 岡村美央ストリングス：Strings (#5)

## 初回特典DVD収録内容
- 「GREEN MIND 2012」
  - 最終日（2012年5月26日）の茨城公演（結城市民文化センターアクロス）の模様を収録。

1. 鱗（うろこ）
2. サークルズ
3. トラノコ
4. 夕凪の街
5. 恋の奴隷
6. アイ
7. 夜が明ける
8. キミ、メグル、ボク
9. 最悪の日々
10. 透明だった世界
11. 水無月
12. プール
13. 1/365